# مالكوم كوشران
مالكوم كوشران (بالإنجليزية: Malcolm Cochran)‏ هو فنان أمريكي، ولد في 20 نوفمبر 1948 في بيتسبرغ في الولايات المتحدة.

## وصلات خارجية
- الموقع الرسمي